# Весоловска-Фирлей, Анна
Анна Кристина Весоло́вска-Фи́рлей (пол. Anna Krystyna Wesołowska-Firlej, урождённая Весоловска; род. 9 января 1949, Лодзь) — польская пианистка и музыкальный педагог. Жена виолончелиста Станислава Фирлея (с 1973 года).
Окончила с отличием Государственную высшую школу музыки в Лодзи (1972) по классу пианиста Валенты Парчевского (1929—2021). Занималась также в Веймаре под руководством Гвидо Агости и в Вене под руководством Германа Швертмана. На протяжении 1970-х гг. заняла несколько призовых мест в различных международных конкурсах, преимущественно как ансамблистка.
Дебютировала как солистка в 1967 году, исполнив с Симфоническим оркестром Лодзинской филармонии фортепианный концерт Мориса Равеля. В дальнейшем выступала, главным образом, как ансамблистка и концертмейстер — особенно часто вместе с мужем, Станиславом Фирлеем, и в составе созданного в 1984 году фортепианного трио имени Артура Рубинштейна с Фирлеем и скрипачом Адамом Костецким. Как участница трио гастролировала в разных странах, в том числе в Японии (1991), записала полное собрание произведений Франца Шуберта для этого состава. С Фирлеем записала альбом произведений Фридерика Шопена (1987, перевыпущен на CD в 1996 г. с добавлением к оригинальным виолончельным сочинениям Шопена ряда позднейших транскрипций) и «Антологию виолончельной миниатюры» (1988, от Иоганна Себастьяна Баха до Чеслава Грудзиньского), со скрипачкой Барбарой Гужиньской — альбом Генрика Венявского (1989), с Кристиной Маковской — произведения Станислава Монюшко для двух фортепиано и для фортепиано в четыре руки (1988).
С 1973 г. преподавала в Высшей школе музыки в Лодзи, с 1985 г. доцент, с 1991 г. экстраординарный профессор. В 1993—1999 гг. проректор по научным и учебным вопросам, в 1999—2005 гг. ректор. В 2005—2010 гг. президент Фонда Артура Рубинштейна — организации, проводящей в Лодзи международные фортепианные фестивали имени Рубинштейна.